# Zonhoven
Zonhoven es una localidad y municipio de la provincia de Limburgo en Bélgica. Sus municipios vecinos son Genk, Hasselt, Heusden-Zolder y Houthalen-Helchteren. Tiene una superficie de 39,3 km² y una población en 2019 de 21.237 habitantes, siendo los habitantes en edad laboral el 65% de la población.

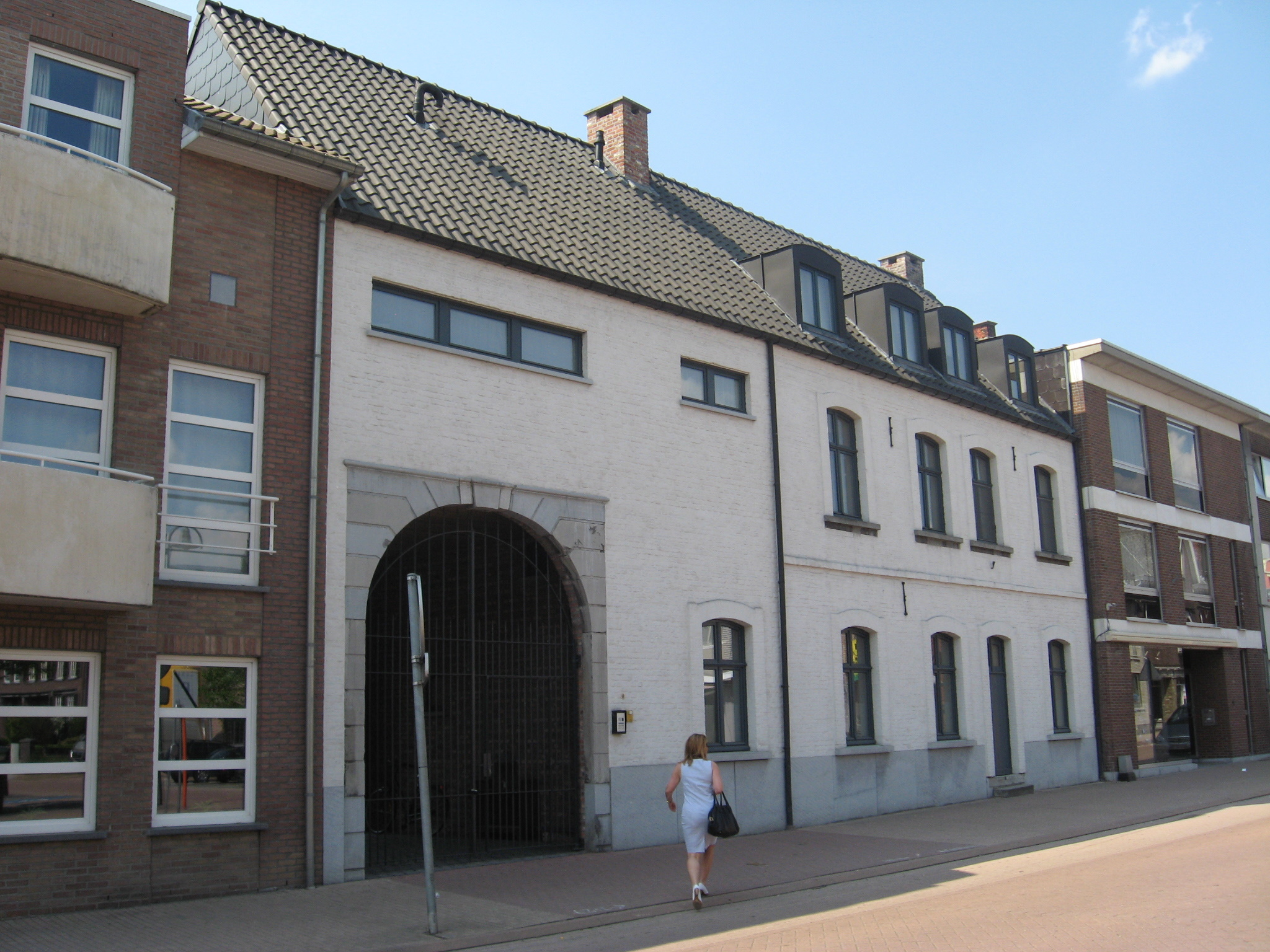

Además de la ciudad de Zonhoven, centro del municipio, este incluye las siguientes tres aldeas: Halveweg, Termolen, y Terdonk.
Zonhoven crece y la población aumenta debido a su proximidad a las ciudades de Hasselt y Genk, además de que se han asentado en el municipio unas pocas empresas grandes (metalurgia y alimentos) y zona industrial con más de 70 pymes. El centro también dispone de tiendas, escuelas, un centro cultural y una sala de eventos.

## Personas notables de Zonhoven
- Jos Vandeloo, escritor y poeta.
- Luc Indestege, escritor.
- Tim Vanhamel, músico de rock.

## Historia
La lolalidad alrededor de 1280 se llamaba Sonuwe, el nombre Zonhoven apareció por primera vez en la segunda mitad del siglo XVI, razón por la que se cree que el origen de este nombre no tiene nada que ver con el sol (Zon en neerlandés) aunque está presente en la bandera de la ciudad.
La región fue poblada desde muy temprano, si hemos de creer a los hallazgos arqueológicos de la prehistoria (armas y herramientas realizan con base en piedras pulidas) que son únicos para Flandes. En la Edad Media, a partir del siglo XI Zonhoven pertenecía al condado de Loon.
El 18 de noviembre de 1833 se firmó el "Tratado de Zonhoven" entre representantes de los Países Bajos y Bélgica, para establecer reglamentos especiales sobre el uso del río Mosa por los signatarios.

## Demografía

### Evolución
Todos los datos históricos relativos al actual municipio, el siguiente gráfico refleja su evolución demográfica, incluyendo municipios después de efectuada la fusión el 1 de enero de 1977.
| Gráfica de evolución demográfica de Zonhoven entre 1846 y 2020 |
|                                                                |

## Ciudades hermanadas
- Gayndah, en Australia.